# Szent György-hegy

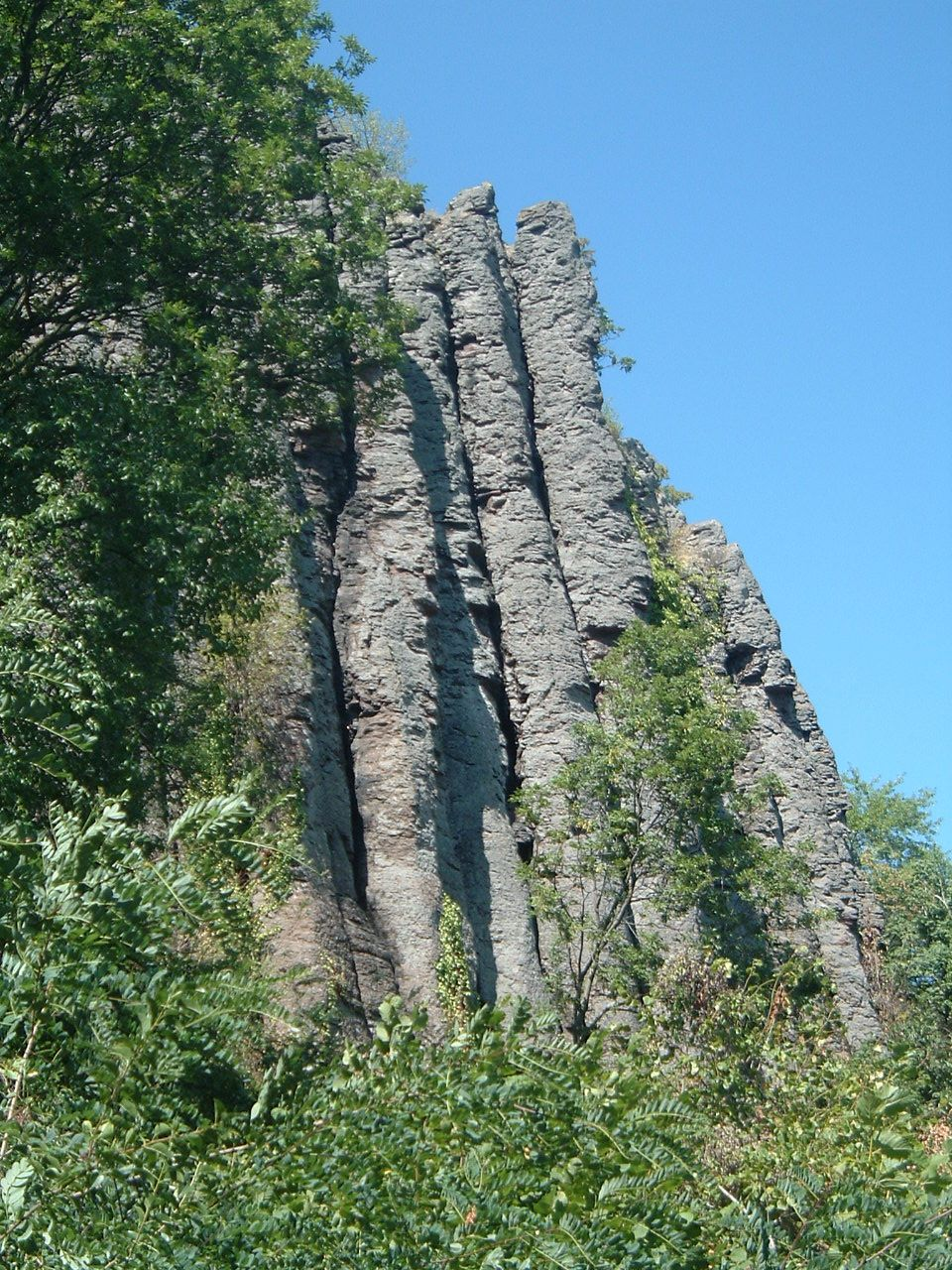
Szent György-hegy

De Szent György-hegy (Sint Jorisberg) ligt in Hongarije op enkele kilometers noordelijk landinwaarts van het Balatonmeer en ligt nabij Tapolca. De berg is 126 meter hoog, eigenlijk eerder een heuvel, maar door zijn pieken lijkt hij eerder een kleine berg. Hij heeft namelijk op zijn top een groot aantal basaltpieken, die zo dicht bij elkaar staan dat zij de indruk van een machtig orgel maken.